# Santiago Grisolía García
Santiago Grisolía García (València, 6 de gener de 1923 - València, 4 d'agost de 2022) va ser un bioquímic valencià, nomenat Marqués de Grisolía en 2014.

## Biografia
Santiago Grisolía va llicenciar-se en Medicina per la Universitat de València el 1944. Després d'obtenir el doctorat a la Universitat de Madrid, en gener de 1946 va ampliar els estudis als Estats Units a la Universitat de Nova York, sota la supervisió de Severo Ochoa. En aquesta universitat inicià la seva recerca al voltant de la fixació del diòxid de carboni, tema que ja no abandonà mai.
Va publicar més de quatre-cents treballs científics i al voltant de trenta articles divulgatius. Desenvolupà, així mateix, una ingent labor docent i investigadora al llarg de molts anys en molt diversos països europeus i americans. Professor de bioquímica i biologia a la Universitat de Chicago (1946), Wisconsin (1948) i Kansas (1954), on va esdevenir catedràtic i va ampliar les seves recerques sobre el cicle de la urea i demostrà que la citrulina és un intermediari d'aquest cicle.
President del Comité Científic de Coordinació del Projecte Genoma Humà per la UNESCO, va ser vicepresident del Patronat de la Fundació Valenciana d'Investigacions Biomèdiques i assessor del President de la Generalitat Valenciana per a Ciència i Tecnologia. Presideix el Consell Valencià de Cultura des de 1996 i els consells assessors de la Universitat Internacional Menéndez i Pelayo a València i dels Museus de Ciències de Conca i València.
El 1990 fou guardonat, juntament amb Salvador Moncada, amb el Premi Príncep d'Astúries d'Investigació Científica i Tècnica "per la seva tasca científica en l'àrea de la Bioquímica en camps molt diversos, principalment en l'enzimologia del metabolisme del nitrogen relacionat amb el cicle de la urea i la degradació de les pirimidines".